# Efecte pel·licular

El camp magnètic H generat per I, genera al seu torn corrents induïts I_{w}, els quals cancel·len el flux elèctric a l'interior del conductor i el reforcen a l'exterior.

L'efecte pel·licular també anomenat efecte skin, consisteix en la tendència del corrent altern a acumular-se en la part més externa del conductor, d'aquí prové la derivació anglesa del nom, ja que el corrent tendeix a marxar cap a la pell (skin en anglès) del conductor. El gruix de la capa per on circula el corrent s'anomena profunditat de penetració o profunditat superficial.
Aquest efecte és causat per l'autoinducció pròpia, fet que provoca, a més, un augment de la resistència efectiva del conductor i, per tant, una disminució del corrent elèctric admès pel conductor. L'efecte pel·licular té més afecció com més gran és la freqüència del corrent que hi circula.
Va ser descrit per primera vegada, el 1883, pel matemàtic Horace Lamb en el cas de conductors circulars, Oliver Heaviside, el 1885, ho generalitzà a conductors de qualsevol geometria.

## Càlcul de la profunditat de penetració
Definim la profunditat superficial com la secció efectiva per la qual hi circula el corrent. La fórmula genèrica és:
{\displaystyle \delta ={\sqrt {\frac {\rho }{\mu _{r}f\pi }}}}
on 
{\displaystyle \delta =} profunditat de penetració en metres
{\displaystyle \mu _{0}=}4π×10-7  H/m
{\displaystyle \rho =} la resistivitat del medi en Ω·m
{\displaystyle f=} la freqüència en Hz
Per a un conductor de coure el càlcul es pot simplificar de la següent forma:
{\displaystyle \delta ={\sqrt {\frac {4.458\cdot 10^{-9}}{f(MHz)}}}}
Donat aquest valor podrem calcular quin és el diàmetre màxim eficient del conductor.